# Microrregión de Primavera do Leste
La microrregión de Primavera do Leste es una de las microrregiones del estado brasilero de Mato Grosso perteneciente a la mesorregión Sudeste Mato-Grossense. Su población fue estimada en 2022 por el IBGE en 85.146 habitantes y está dividida en dos municipios. Posee un área total de 10.266,762 km².

## Municipios
- Campo Verde
- Primavera do Leste

- Datos: Q2417717